# Moncada (Philippines)
Pour les articles homonymes, voir Moncada (homonymie).
Moncada est une localité de la province de Tarlac, aux Philippines. En 2015, elle compte 57 787 habitants.